# Diego de Souza
Diego Alejandro de Souza Carballo (Melo, 14 de maio de 1984) é um futebolista uruguaio que atua como meia. Atualmente defende o Montevideo Wanderers.

## Títulos
Defensor Sporting
- Liguilla Pré-Libertadores da América: 2006
- Campeonato Uruguaio: 2007–08